# MAN-Museum

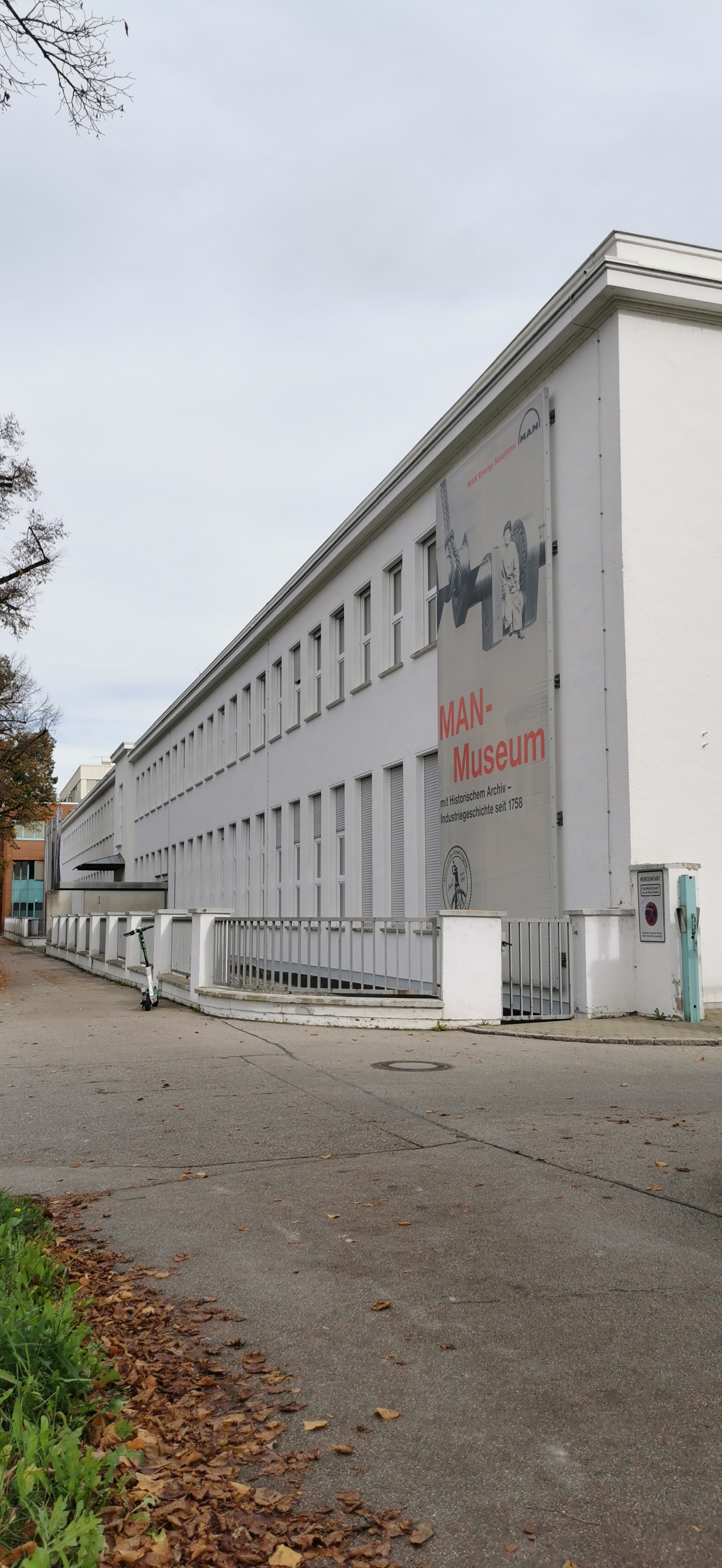
Außenansicht

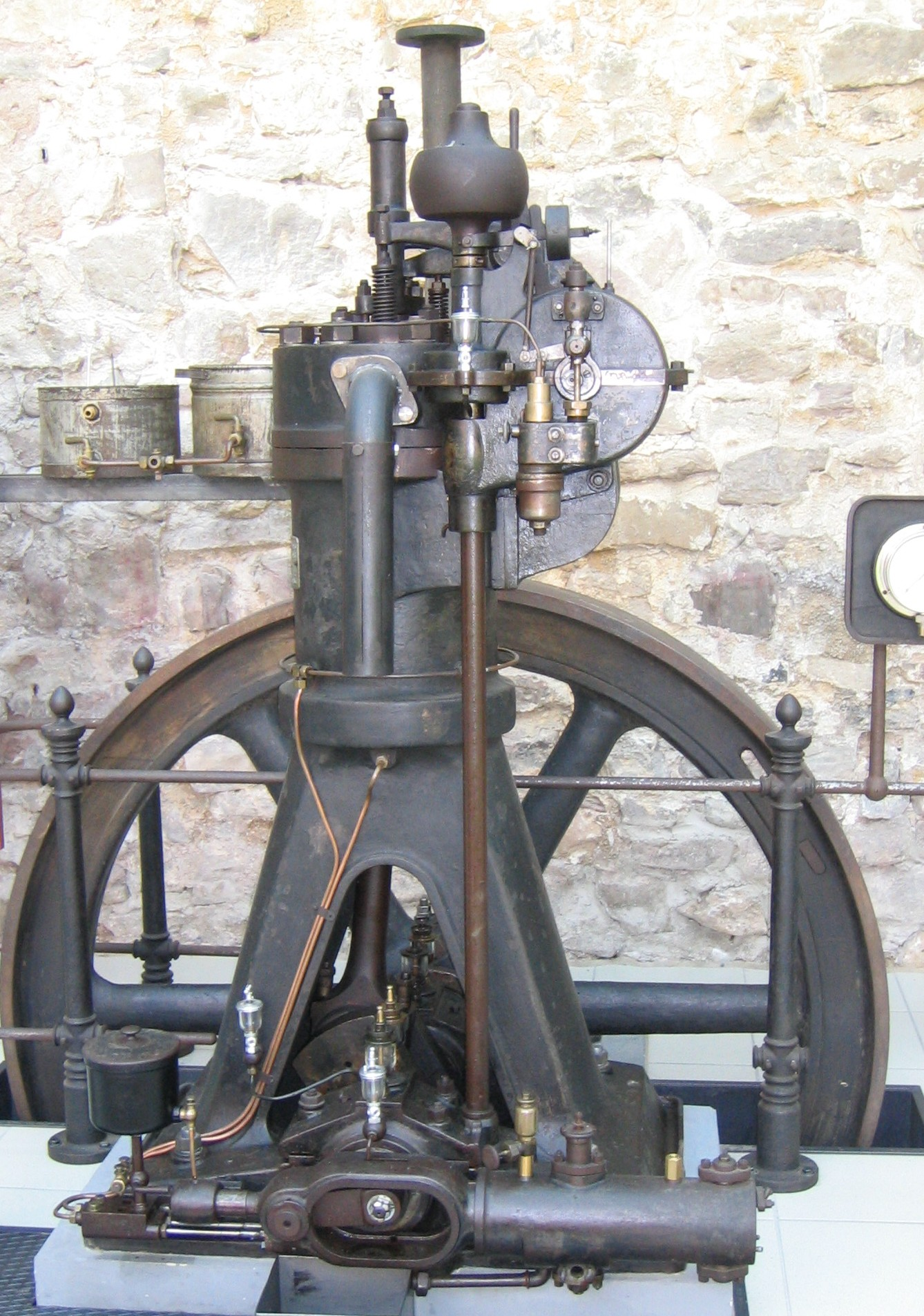
Ein Dieselmotor der ersten Generation (Baujahr 1906)

Das MAN-Museum ist ein Technik- und Verkehrsmuseum in Augsburg und wird von der MAN SE, der MAN Diesel & Turbo SE und der manroland AG getragen und unterhalten. Seine 1.800 m² große Ausstellung widmet sich vor allem der Geschichte und den technischen Entwicklungen der Unternehmensgruppe, die hier 1840 ihren Ursprung nahm.

## Geschichte
Die Pläne für die Einrichtung eines Museums begannen bei der Maschinenfabrik Augsburg-Nürnberg AG, der heutigen MAN SE, nachweislich schon 1937: Damals wurden erste Vorarbeiten für eine historische Dauerausstellung durchgeführt, die wegen des beginnenden Zweiten Weltkrieges aber unterbrochen wurden und erst 1951 wieder aufgegriffen werden konnten.
Die Suche nach einem geeigneten Ort brachte schließlich das leerstehende Gebäude der ehemaligen „Forschungsanstalt für Mechanik und Gestaltung“, 1938 im Werksgelände der MAN an der Heinrich-von-Buz-Straße erbaut, hervor. Zwei Jahre nach Wiederaufnahme des Projekts – 1953 – wurde das Museum schließlich eröffnet.
Nach einer umfangreichen Renovierung und Erweiterung im Jahr 2002 wurde das Museum im Winter 2004 erneut umgebaut und eine eigene Halle für den Bereich der Nutzfahrzeuge eingerichtet. Außerdem wurde die Ausstellung um eine Vielzahl von Exponaten erweitert.

## Ausstellung

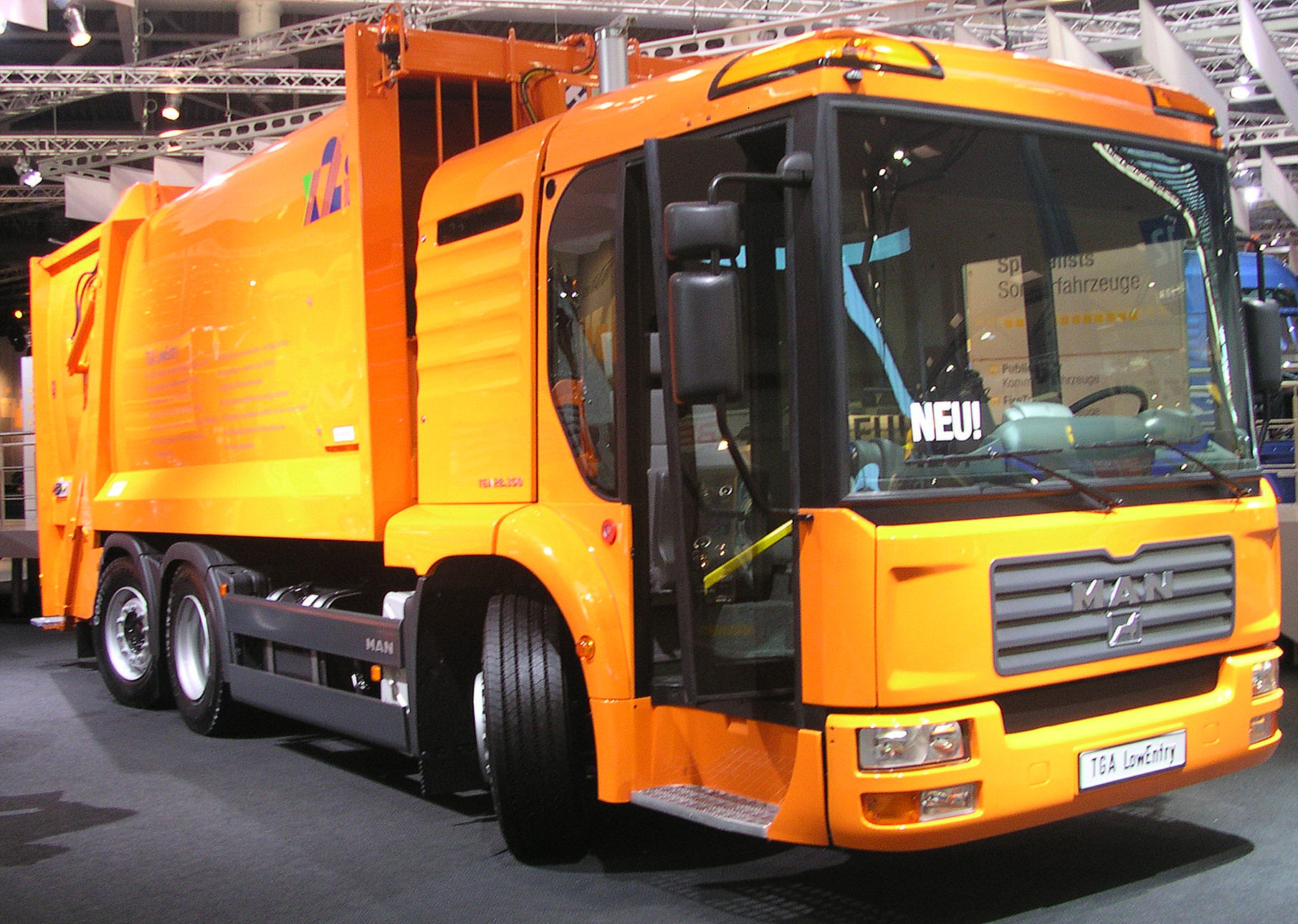
Ein TGA-Truck, hier als Kommunalfahrzeug ausgeführt

Auf 1.800 m² widmet sich der eigenen Firmengeschichte und den technischen Entwicklungen, die das Unternehmen hervorbrachte. Das Museum gliedert sich in mehrere Abteilungen, unter anderem in eine eigene Halle für Fahrzeuge der MAN Truck & Bus AG sowie eigene Bereiche für die MAN-Tochterfirmen RENK AG (Exponate aus der Antriebstechnik) und MAN Diesel & Turbo SE (Exponate aus der Dieselmotortechnik).
Die Ausstellung zeigt Exponate und Dokumente zur Geschichte des Unternehmens und besitzt dabei einen besonderen Schwerpunkt auf den ersten, ausnahmslos in Augsburg gefertigten Produkten, die für die Geschichte und Entwicklung der Firma wesentliche Grundlage waren: Druck-, Dampf- und Kühlmaschinen, Pumpen, Wasserturbinen und Dieselmotoren, darunter der erste Dieselmotor der Welt, ein Versuchsmotor, den Rudolf Diesel von 1893 bis 1895 in der Fuggerstadt entwickelte. Ältestes Ausstellungsstück ist eine handbetriebene Buchdruckschnellpresse aus dem Jahr 1846.
Daneben widmet sich das Museum aber auch Entwicklungen des 20. und 21. Jahrhunderts: So sind ein Feuerlöschfahrzeug von 1921 und das Führerhaus eines aktuellen TGA-Trucks aus dem Jahr 2000 zu sehen.

## Historisches Archiv
Dem Museum ist ein Archiv mit etwa 1,5 Millionen Originaldokumenten angeschlossen. Die verwahrten Schriftstücke stammen von der heutigen MAN SE, ihren Vorgängerinstitutionen sowie der inzwischen aus dem Unternehmen ausgegliederten manroland AG.

## Trägerschaft und Betrieb
Da das Museum zur Präsentation der eigenen Geschichte und Produkte dient, wird es von der MAN SE (mit dem Tochterunternehmen MAN Turbo & Diesel SE) und der manroland AG selbst getragen und unterhalten – daher rührt auch die häufige Bezeichnung als „MAN-Werksmuseum“. Das Gebäude wird wegen seines repräsentativen Charakters häufig auch für Tagungen und andere Veranstaltungen des Unternehmens genutzt und ist deswegen – trotz fester Öffnungszeiten – nur nach Voranmeldung zu besuchen.

## Lage
Das Museum befindet sich nördlich der Innenstadt im Augsburger Stadtbezirk Rechts der Wertach, der Teil des Planungsraumes Oberhausen ist. Es liegt an der vielbefahrenen Heinrich-von-Buz-Straße und ist im Öffentlichen Personennahverkehr mit Stadtbus- und Straßenbahnlinien der Stadtwerke Augsburg zu erreichen.